# Стоквелл (станція метро)
51°28′21″ пн. ш. 0°07′20″ зх. д. / 51.4725° пн. ш. 0.122222° зх. д.
Стоквелл (англ. Stockwell) — станція Лондонського метрополітену лінії Вікторія та Північна, розташована у районі Стоквелл у 2-й тарифній зоні. В 2017 році пасажирообіг станції — 11.70 млн осіб

## Історія
- 4 листопада 1890: відкриття станції у складі City & South London Railway (C&SLR)
- 23 липня 1971: відкриття платформ лінії Вікторія.[3]

## Пересадки
- на автобуси London Buses маршрутів 2, 50, 88, 155, 196, 333, 345, P5 та нічні маршрути N2, N155..[4]